# Plaza de España (Las Palmas de Gran Canaria)
La plaza de España es una plaza peatonal de Las Palmas de Gran Canaria, anteriormente conocida como plaza de la Victoria.
Se trata de una gran plaza circular que inicialmente se usaba como rotonda de la concurrida Avenida de Mesa y López. Su interior se encontraba totalmente ajardinado y en su centro se eleva un conjunto monumental de cuatro esculturas de 14 metros de alto que fueron instaladas con motivo del 500 aniversario de la fundación de Las Palmas de Gran Canaria, representando la artesanía, la agricultura, la pesca y la madre canaria. El autor es Luis Montull.
En 2020 se inició la reforma de la plaza con el objeto de integrarla a la peatonalización de la Avenida José Mesa y López. En el proyecto se contemplaban la construcción de 2 gradas y espacios para quioscos y puestos. En abril de 2021 finalizaron las obras.
Es una zona de ocio ya que a su alrededor existen múltiples terrazas, bares y cafeterías. Además es el lugar de celebración de triunfos deportivos, especialmente los de la U. D. Las Palmas.